# Markt 8 (Adenau)

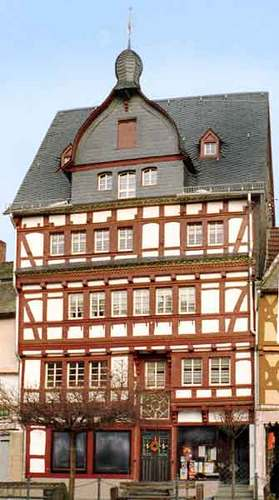
Haus am Markt 8 in Adenau

Das Haus Markt 8 in Adenau, einer Ortsgemeinde im Landkreis Ahrweiler in Rheinland-Pfalz, wurde 1630 errichtet. Das Fachwerkhaus ist ein geschütztes Baudenkmal.

## Beschreibung
Das viergeschossige Fachwerkhaus wurde in Stockwerkbauweise errichtet. Die Geschosse kragen jeweils vor.  Auf dem Dach ist ein Schweifgiebel mit einer Haube als Bekrönung aufgesetzt. Das untere Geschoss wird von profilierten Konsolbalken gestützt. Auf allen Geschossen sind rechteckige Fachwerkfelder vorhanden. Über der Tür und auf der Wetterfahne ist  eingeschrieben: T 1630 H. Im Oberlicht ist eine Traube als Hauszeichen zu sehen.

## Zeichnung der Front
Eine maßstabsgetreue Zeichnung des Hauses (aufgenommen und gezeichnet von Reg. Baumeister Wildmann im Mai 1919) 
zeigt außer der Ansicht des Hauses, wie man es vom Marktplatz her sieht:
1. den quadratischen Grundriss des Hauses
2. Schnitt durch die Front, der die Ausladung der Geschosse deutlich zeigt
3. Konstruktion des Dachbinders (Zwischen den Giebeln befinden sich nur zwei Dachbinder.)
4. zahlreiche Einzelheiten der Front mit den profilierten und farbig angelegten Balken